# Agnese di Orlamünde
Agnese di Orlamünde (... – Himmelkron, 1343) è stata una religiosa tedesca.
Moglie e poi vedova di Ottone III di Orlamünde, si invaghì di Alberto di Norimberga e uccise i propri figli pur di poterlo seguire. Pentitasi, fondò nel 1280 l'abbazia cistercense di Himmelkron.
La dama bianca che, secondo le leggende, appare ai membri della dinastia Hohenzollern, viene identificata con Agnese.